# Colonia Dublán
Colonia Dublán es una localidad del estado mexicano de Chihuahua. Colonia Dublán es una de las dos comunidades mormonas sobrevivientes que fueron establecidas en México por inmigrantes de esa religión a finales del siglo XIX y principios del siglo XX. En 1990 el Instituto Nacional de Estadística y Geografía la suprimió como localidad independiente, quedando incorporada en la ciudad de Nuevo Casas Grandes, por encontrarse conurbada con ella. Por esa razón no existen datos demográficos de la población por sí misma. Colonia Dublán se encuentra a la entrada de Nuevo Casas Grandes por la Carretera Federal 10 proveniente de Janos.

## Historia
Colonia Dublán fue fundada por inmigrantes mormones provenientes de los Estados Unidos de América e Inglaterra. Junto con otras comunidades que les fueron cedidas por el gobierno mexicano,(Colonia Díaz, Colonia Dublan, Colonia Juárez, Colonia Galeana, Colonia Pacheco, Cave Valley,  Colonia Garcia, Colonia Chuichupa y Colonia Hope Vally), de tales comunidades, solo sobrevive además de Colonia Dublán, la Colonia Juárez. 
La principal razón de la emigración fueron las leyes estadounidenses que castigaban la poligamia, practicada entonces por algunos de los miembros de La Iglesia de Jesucristo de los Santos de los Últimos Días, quienes desarrollaron enormemente la región, particularmente en la agricultura, cultivando durazno, manzana y chile entre otros cultivos, sobreponiéndose al clima árido de la región.
La comunidad actual incluye a descendientes de los inmigrantes mormones (de origen anglosajón), así como nuevos habitantes de origen mexicano. Tales habitantes conversos a la religión como pertenecientes a otras. En varios casos los migrantes originales o sus descendientes retornaron a Estados Unidos, dándose casos de familias extendidas a ambos lados de la frontera. 
En Colonia Dublán nació el gobernador de Míchigan y precandidato republicano a presidente de Estados Unidos en 1968 George Romney, padre del gobernador de Massachusetts y precandidato republicano a Presidente en 2008 y 2012, Mitt Romney.